# Songo (Moçambique)
Songo é uma vila moçambicana, a antiga sede do distrito de Cahora-Bassa na província de Tete, antes desta ter sido transferida para Chitima. A povoação foi elevada à categoria de vila em 6 de Julho de 1972.